# Bahnstrecke Waiblingen–Schwäbisch Hall-Hessental
| |                                    |                                                    |                                                    |
| Streckennummer (DB): | 4930                               |                                                    |                                                    |
| Kursbuchstrecke (DB): | 785 (bis 2007: 784) 790.3 (S-Bahn) |                                                    |                                                    |
| Kursbuchstrecke: | 323 (1946)                         |                                                    |                                                    |
| Streckenlänge: | 60,696 km                          |                                                    |                                                    |
| Spurweite: | 1435 mm (Normalspur)               |                                                    |                                                    |
| Streckenklasse: | D4                                 |                                                    |                                                    |
| Stromsystem: | 15 kV 16,7 Hz ~                    |                                                    |                                                    |
| Streckengeschwindigkeit: | 130 km/h                           |                                                    |                                                    |
| Zugbeeinflussung: | PZB                                |                                                    |                                                    |
| Zweigleisigkeit: | Waiblingen–Backnang                |                                                    |                                                    |
| |                                    |                                                    |                                                    |
| \| \| \| von Stuttgart-Bad Cannstatt \| \| \| \| 0,000 \| Waiblingen (Keilbahnhof) \| 269 m \| \| \| \| nach Nördlingen \| \| \| \| \| Remstal-Viadukt; Rems (239 m) \| \| \| \| 4,278 \| Neustadt-Hohenacker (ehem. Neustadt (Württ)) \| Neustadt-Hohenacker (ehem. Neustadt (Württ)) \| \| \| \| \| \| \| \| 5,900 \| neuer/alter Schwaikheimer Tunnel (308/318 m) \| neuer/alter Schwaikheimer Tunnel (308/318 m) \| \| \| \| \| \| \| \| 6,810 \| Schwaikheim \| 289 m \| \| \| 9,864 \| Winnenden \| 284 m \| \| \| 13,013 \| Nellmersbach \| 307 m \| \| \| 15,897 \| Maubach \| 290 m \| \| \| \| von Ludwigsburg \| \| \| \| 18,520 \| Backnang \| 278 m \| \| \| 20,300 \| Weißach \| Weißach \| \| \| 20,800 \| Backnang-Spinnerei \| Backnang-Spinnerei \| \| \| 22,400 \| Backnang-Steinbach \| Backnang-Steinbach \| \| \| 24,907 \| Oppenweiler (Württ) (1938–42: Reichenberg (Württ)) \| Oppenweiler (Württ) (1938–42: Reichenberg (Württ)) \| \| \| 28,424 \| Sulzbach (Murr) \| 268 m \| \| \| 31,400 \| Schleißweiler \| Schleißweiler \| \| \| \| Murr \| \| \| \| 34,623 \| Murrhardt \| 289 m \| \| \| 39,600 \| Fornsbach \| 320 m \| \| \| 42,300 \| Schanztunnel (860 m) \| Schanztunnel (860 m) \| \| \| 44,155 \| Fichtenberg \| 348 m \| \| \| 46,900 \| Mittelrot \| Mittelrot \| \| \| 48,300 \| Kappelesberg-Tunnel (415 m) \| Kappelesberg-Tunnel (415 m) \| \| \| \| Obere Kochertalbahn von Untergröningen \| \| \| \| 49,139 \| Gaildorf West \| 348 m \| \| \| 50,900 \| Kocher \| Kocher \| \| \| 52,200 \| Ottendorf (Kocher) \| Ottendorf (Kocher) \| \| \| 56,700 \| Wilhelmsglück Awanst \| Wilhelmsglück Awanst \| \| \| \| von Heilbronn \| \| \| \| 60,696 \| Schwäbisch Hall-Hessental \| 371 m \| \| \| \| nach Crailsheim \| \| \| \| \| \| \| \| Quellen: [1][2] \| \| \| \| |                                    |                                                    |                                                    |
| Strecke |                                    | von Stuttgart-Bad Cannstatt                        | von Stuttgart-Bad Cannstatt                        |
| Bahnhof | 0,000                              | Waiblingen (Keilbahnhof)                           | 269 m                                              |
| Abzweig geradeaus und nach rechts |                                    | nach Nördlingen                                    | nach Nördlingen                                    |
| Brücke über Wasserlauf |                                    | Remstal-Viadukt; Rems (239 m)                      | Remstal-Viadukt; Rems (239 m)                      |
| Bahnhof | 4,278                              | Neustadt-Hohenacker (ehem. Neustadt (Württ))       | Neustadt-Hohenacker (ehem. Neustadt (Württ))       |
| Verschwenkung von links · Verschwenkung von rechts (Strecke außer Betrieb) |                                    |                                                    |                                                    |
| Tunnel · Tunnel (Strecke außer Betrieb) | 5,900                              | neuer/alter Schwaikheimer Tunnel (308/318 m)       | neuer/alter Schwaikheimer Tunnel (308/318 m)       |
| Verschwenkung nach links · Verschwenkung nach rechts (Strecke außer Betrieb) |                                    |                                                    |                                                    |
| Haltepunkt / Haltestelle | 6,810                              | Schwaikheim                                        | 289 m                                              |
| Bahnhof | 9,864                              | Winnenden                                          | 284 m                                              |
| Haltepunkt / Haltestelle | 13,013                             | Nellmersbach                                       | 307 m                                              |
| Haltepunkt / Haltestelle | 15,897                             | Maubach                                            | 290 m                                              |
| Abzweig geradeaus und von links |                                    | von Ludwigsburg                                    | von Ludwigsburg                                    |
| Bahnhof | 18,520                             | Backnang                                           | 278 m                                              |
| Brücke über Wasserlauf | 20,300                             | Weißach                                            | Weißach                                            |
| ehemaliger Haltepunkt / Haltestelle | 20,800                             | Backnang-Spinnerei                                 | Backnang-Spinnerei                                 |
| ehemaliger Haltepunkt / Haltestelle | 22,400                             | Backnang-Steinbach                                 | Backnang-Steinbach                                 |
| Bahnhof | 24,907                             | Oppenweiler (Württ) (1938–42: Reichenberg (Württ)) | Oppenweiler (Württ) (1938–42: Reichenberg (Württ)) |
| Bahnhof | 28,424                             | Sulzbach (Murr)                                    | 268 m                                              |
| ehemaliger Haltepunkt / Haltestelle | 31,400                             | Schleißweiler                                      | Schleißweiler                                      |
| Brücke über Wasserlauf |                                    | Murr                                               | Murr                                               |
| Bahnhof | 34,623                             | Murrhardt                                          | 289 m                                              |
| Bahnhof | 39,600                             | Fornsbach                                          | 320 m                                              |
| Tunnel | 42,300                             | Schanztunnel (860 m)                               | Schanztunnel (860 m)                               |
| Bahnhof | 44,155                             | Fichtenberg                                        | 348 m                                              |
| ehemaliger Haltepunkt / Haltestelle | 46,900                             | Mittelrot                                          | Mittelrot                                          |
| Tunnel | 48,300                             | Kappelesberg-Tunnel (415 m)                        | Kappelesberg-Tunnel (415 m)                        |
| Abzweig geradeaus und ehemals von rechts |                                    | Obere Kochertalbahn von Untergröningen             | Obere Kochertalbahn von Untergröningen             |
| Bahnhof | 49,139                             | Gaildorf West                                      | 348 m                                              |
| Brücke über Wasserlauf | 50,900                             | Kocher                                             | Kocher                                             |
| ehemaliger Haltepunkt / Haltestelle | 52,200                             | Ottendorf (Kocher)                                 | Ottendorf (Kocher)                                 |
| Blockstelle | 56,700                             | Wilhelmsglück Awanst                               | Wilhelmsglück Awanst                               |
| Abzweig geradeaus und von links |                                    | von Heilbronn                                      | von Heilbronn                                      |
| Bahnhof | 60,696                             | Schwäbisch Hall-Hessental                          | 371 m                                              |
| Strecke |                                    | nach Crailsheim                                    | nach Crailsheim                                    |
| |                                    |                                                    |                                                    |
| Quellen: |                                    |                                                    |                                                    |

Die Bahnstrecke Waiblingen–Schwäbisch Hall-Hessental, auch Murrthalbahn, Murrtalbahn oder Murrbahn genannt, ist eine Hauptbahn in Baden-Württemberg. Sie verbindet die Bahnstrecke Stuttgart-Bad Cannstatt–Nördlingen mit der Bahnstrecke Crailsheim–Heilbronn und ist Teil der kürzesten Verbindung zwischen Stuttgart und Nürnberg, entsprechend der Kursbuchstrecke 785 („Murrbahn“) der Deutschen Bahn.
Die Strecke beginnt am Bahnhof Waiblingen und verläuft zwischen Backnang und Fornsbach durch das obere Tal der Murr. Im weiteren Verlauf folgt sie bis Gaildorf der Rot, anschließend bis Schwäbisch Hall dem Kocher. Dort ist sie im Ortsteil Hessental mit der Strecke Crailsheim–Heilbronn verknüpft.
Die Strecke ist Teil des Gesamtnetzes der Transeuropäischen Verkehrsnetze. Sie ist im Raum Stuttgart in die S-Bahn Stuttgart integriert, bis Backnang verkehrt die Linie S3. Der Abschnitt bis Backnang ist dabei zweigleisig ausgebaut, die restliche Strecke bis Schwäbisch Hall-Hessental ist eingleisig.

## Geschichte

### Streckenplanung, Errichtung und Inbetriebnahme
1873 wurde durch ein Gesetz der Bau des Abschnitts Backnang–Hessental als Teil der Strecke von Bietigheim nach Hessental sowie des Abschnitts Waiblingen–Backnang als deren Zweigstrecke beschlossen. Dadurch sollte der Nordosten der Königreichs Württemberg erschlossen, der Transitverkehr zwischen Bayern und Baden verbessert und die Verbindung zwischen Crailsheim und Stuttgart gegenüber den bereits bestehenden Strecken über Aalen und Heilbronn verkürzt werden.
Mit der Murrbahn schufen die Königlich Württembergischen Staats-Eisenbahnen, zusammen mit der gleichzeitig gebauten Verbindung Stuttgart–Freudenstadt, eine Diagonalverbindung durch Württemberg. Planung und Bau der Strecke oblagen Oberbaurat Carl Julius Abel.
Am 26. Oktober 1876 wurde der Streckenabschnitt Waiblingen–Backnang eröffnet, am 11. April 1878 der Abschnitt Backnang–Murrhardt, am 1. Dezember 1879 der Abschnitt Hessental–Gaildorf, und am 15. Mai 1880 konnte die Lücke zwischen Murrhardt und Gaildorf geschlossen werden. Auf dem letzten Abschnitt war der Bau zweier Tunnel erforderlich. Der Abschnitt Backnang–Hessental wurde beim Bau bereits für zwei Gleise ausgelegt.
Für den Abzweig von der Bahnstrecke Cannstatt–Nördlingen wurde der vorhandene Bahnhof Waiblingen aufgegeben und etwas westlich in Form eines Keilbahnhofs neu angelegt. Nachteilig war die gewählte Streckenführung für die Stadt Schwäbisch Hall, da die Verbindung Stuttgart–Nürnberg die Stadt Schwäbisch Hall links liegen lässt und diese Züge nur im Vorortbahnhof Hessental halten. Der Abschnitt Hessental–Crailsheim war schon 1867 als Teil der Kocherbahn in Betrieb genommen worden. Die Mehrzahl der Züge fährt von Crailsheim über Hessental in Richtung Backnang und Stuttgart, der geringere Teil ab Hessental in Richtung Heilbronn und damit durch Schwäbisch Hall.

### Zweiter Weltkrieg
Am 21. April 1945 wurden Teile des Viadukts über die Rems von der deutschen Wehrmacht gesprengt. Die Schutzstaffel beabsichtigte die Sprengung des Schanztunnels zwischen Fornsbach und Fichtenberg. Das kurz vor der Ausführung stehende Vorhaben wurde jedoch durch das beherzte Eingreifen des Gaildorfer Bürgermeisters verhindert, der eine wirtschaftliche Abkoppelung seiner Region befürchtete.

### Ausbau für den Vorortverkehr
Von 1962 bis 1965 wurde der Abschnitt Waiblingen–Backnang im Rahmen des Stuttgarter Vorortverkehrs elektrifiziert und zweigleisig ausgebaut. Hierzu musste der Viadukt über die Rems zweigleisig ausgebaut werden. In Schwaikheim wurde neben dem alten eingleisigen Tunnel ein neuer zweigleisiger Tunnel gebaut. Dieser wurde komplett betoniert anstatt gemauert; es war der erste Tunnel in Deutschland, der in dieser Technik erstellt wurde.

### Elektrifizierung ab 1991

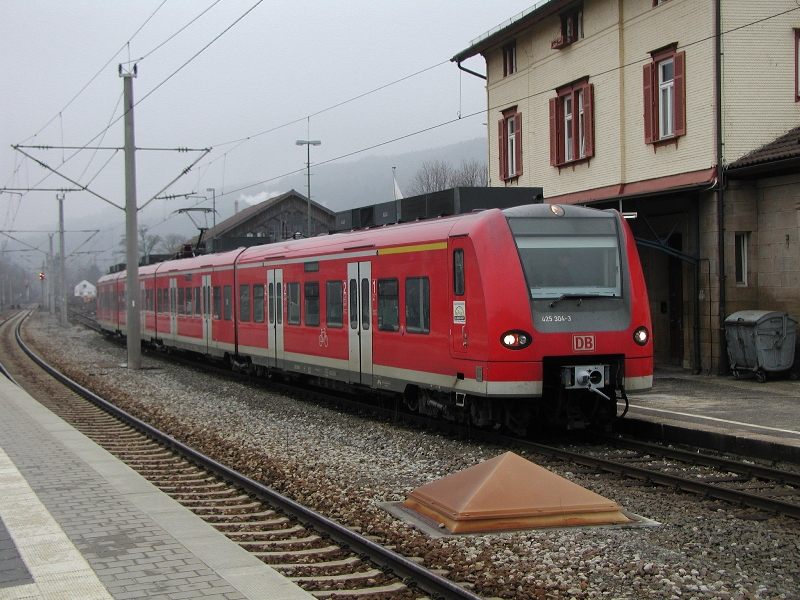
Triebzug 425 304 im Bahnhof Murrhardt

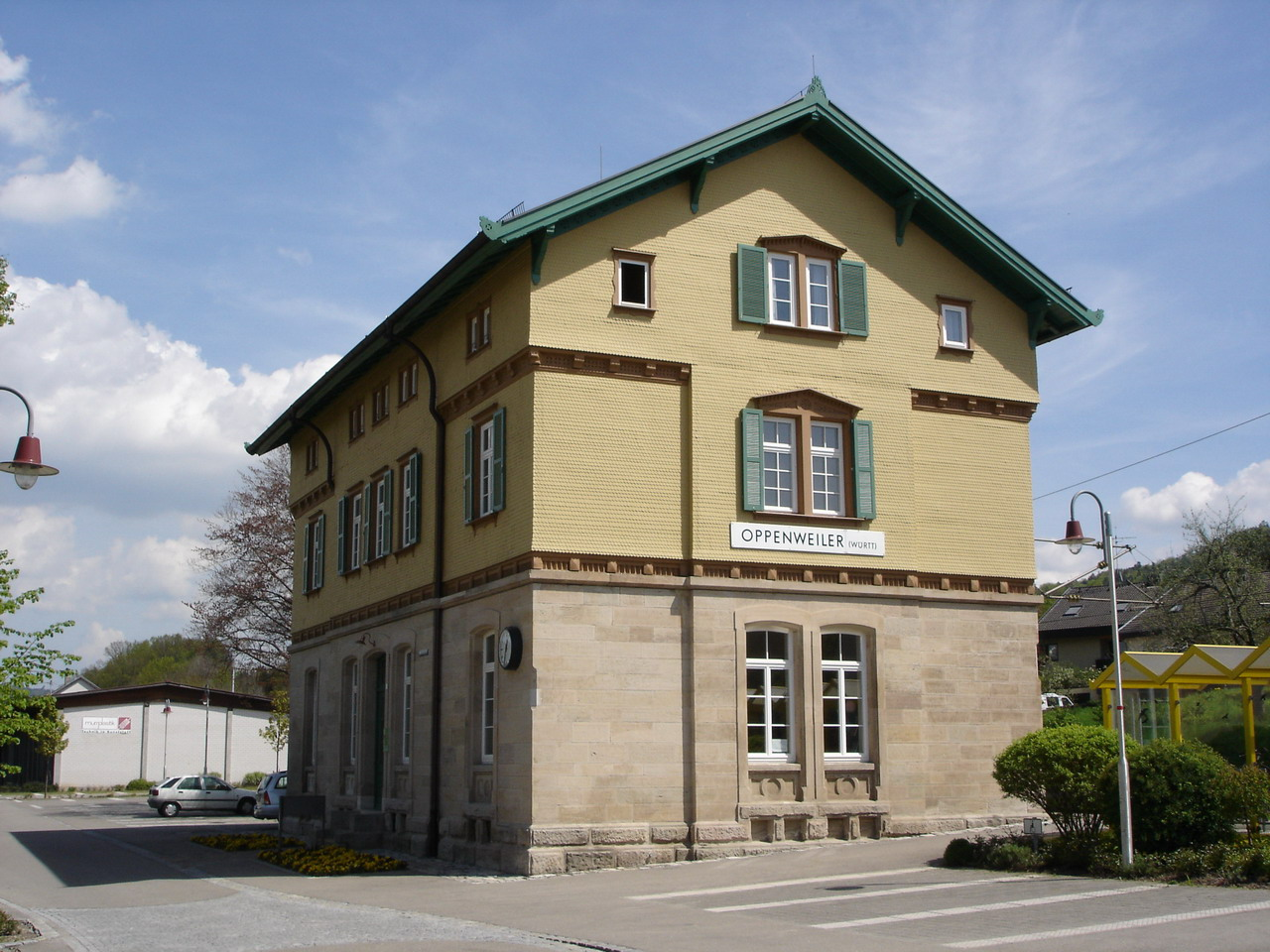
Bahnhof Oppenweiler (Württ)

Am 13. Mai 1991 beschloss die baden-württembergische Landesregierung zur Beschleunigung der Elektrifizierung der Streckenabschnitte zwischen Marbach, Backnang und Crailsheim einen Zuschuss in Höhe von 50 Millionen DM. 1996 wurden die Abschnitte Marbach–Backnang und Backnang–Schwäbisch Hall-Hessental sowie der Abschnitt Schwäbisch Hall-Hessental–Crailsheim der Strecke Heilbronn–Crailsheim elektrifiziert sowie der Bahnhof Fornsbach zum Haltepunkt zurückgebaut. Ebenfalls wurden zahlreiche Ladegleise für den Güterverkehr zurückgebaut. Anschließend wurde an allen Verkehrsstationen bis auf Fornsbach zumindest ein Bahnsteig modernisiert. Nach dem Ausbau verkehrten mehr Nahverkehrszüge auf der Strecke, ebenso zeitweise auch wieder vereinzelte Fernzüge.

### Weiterer Ausbau
Die Strecke war Teil der im Bundesverkehrswegeplan 1985 vorgesehenen Ausbaustrecke Nürnberg–Stuttgart. Teil des Projekts war die Elektrifizierung zwischen Backnang und Crailsheim. Das Projekt wurde in den folgenden Bundesverkehrswegeplan 1992 nicht übernommen.
Anfang 2003 war geplant, den zweigleisigen Ausbau zwischen Oppenweiler und Sulzbach sowie im Bahnhof Fornsbach frühestens 2006 bzw. 2007 fertigzustellen. Die Kosten beider Maßnahmen wurden mit insgesamt 20 bis 30 Millionen Euro kalkuliert. Die Fahrzeit zwischen Schwäbisch Hall-Hessental und Stuttgart sollte damit von rund 70 auf 60 Minuten sinken.
Die Deutsche Bahn kündigte im September 2004 an, den Ausbau auf unbestimmte Zeit zurückzustellen. Laut Angaben des damaligen Landesverkehrsministers sei der abschnittsweise zweigleisige Ausbau nur dann erforderlich, wenn eine zusätzliche stündliche Regionalexpress-Verbindung zwischen Schwäbisch Hall und Stuttgart eingerichtet werde. Dies sei aufgrund fehlender Mittel jedoch nicht möglich. Der Minister sagte jedoch den Ausbau in Fornsbach sowie bei der Signaltechnik zu. Aufgrund gekürzter Regionalisierungsmitteln für den Nahverkehr bestellte das Land im Juni 2007 auf der Murrbahn 22 Züge mit einer Laufleistung von rund 131.000 Zugkilometern (15,5 Prozent der gesamten Zugkilometer) ab, nahm aber einen Teil der Kürzungen im Dezember 2007 wieder zurück.
Der Verband Region Stuttgart untersuchte 2014 die Möglichkeiten, den S-Bahn-Betrieb nach Murrhardt zu verlängern. Dieses Vorhaben wurde zugunsten geplanter Verbesserungen des Regionalexpress- und Regionalbahn-Angebots auf dieser Strecke aber nicht weiterverfolgt.
Im Zuge der Baumaßnahme „Wiedereinrichtung Kreuzungsbahnhof Fornsbach“ wurde die 1996 aufgelassene Zugkreuzungsmöglichkeit in Fornsbach mit leicht verschobener Bahnsteiglage (300 Meter näher an der Siedlung, zwei Außenbahnsteige mit Unterführung einschließlich Einbau eines Kreuzungsgleises und Ks-Signalisierung) wiederhergestellt. Ziel war es, die Regelzugkreuzung vom Bahnhof Murrhardt zum knapp fünf Kilometer östlich gelegenen Bahnhof Fornsbach zu verlegen, um für den Abschnitt Schwäbisch Hall-Hessental–Backnang circa zehn Minuten Wartezeit einzusparen und einen Integralen Taktfahrplan zu ermöglichen. Die Finanzierungsvereinbarung wurde 2008 unterschrieben; die circa zwölf Millionen Euro teure Baumaßnahme wurde im August 2011 begonnen und mit Inbetriebnahme des neuen Bahnhofs zum Fahrplanwechsel am 9. Dezember 2012 beendet. Der Bahnhof Fornsbach wird seitdem aus Murrhardt ferngesteuert.
Das Land Baden-Württemberg meldete den zweigleisigen Ausbau der Strecke zwischen Backnang und Schwäbisch Hall-Hessental für den Bundesverkehrswegeplan 2030 an, bei geschätzten Kosten von 180 Millionen Euro für die 42 km langen Maßnahme. Eine Untersuchung im Auftrag des Bundes zum Ausbau des Korridors Stuttgart–Nürnberg kam zu dem Schluss, dass die Auslastung im eingleisigen Abschnitt sehr gering und ein zweigleisiger Ausbau daher nicht notwendig sei. Die kürzeste Reisezeit auf der Achse sei über die Murrbahn und mit Neigetechnikzügen erreichbar, wofür Investitionen von 255 Millionen Euro erforderlich seien. In den BVWP 2030 wurde daher nur ein Ausbau zur Geschwindigkeitserhöhung aufgenommen. Es ist das einzige Projekt des Bundesverkehrswegeplans 2030, in dem ein Neigetechnikausbau vorgesehen ist.
Eine Anhebung von Bahnsteighöhen auf das S-Bahn-Niveau von 96 cm wird erwogen, dies ist laut Angaben der Deutschen Bahn jedoch aufgrund überbreiter Güterzüge auf diesem Teil des europäischen Streckennetzes oftmals nicht möglich.
Am 19. Dezember 2018 verständigten sich Vertreter von Land und Regionen, eine vertiefende Untersuchung zum Ausbau der Murrbahn von Stuttgart über Schwäbisch Hall nach Crailsheim wie auch der Remsbahn von Stuttgart über Aalen bis Crailsheim auf den Weg bringen zu wollen. Es soll geklärt werden, welche Ausbaumaßnahmen erforderlich sind, um den Schienenpersonenverkehr auf beiden Strecken im Rahmen eines Gesamtkonzepts zu beschleunigen. Im Zuge der 2019 ausgeschriebenen Untersuchung sollen Infrastruktur- und Angebotskonzept der Strecke betrachtet werden.
Im März 2021 genehmigte das Eisenbahn-Bundesamt die Erneuerung des Bahnsteigs 1 in Oppenweiler und Sulzbach. Die entsprechenden Bauleistungen wurden im Oktober 2021 ausgeschrieben. Im Bahnhof „Oppenweiler (Württ)“, der den Zusatz wegen Zusammenlegung der Gemeinde mit Reichenberg und dann entstandener Verwechslungsgefahr mit der einstmals böhmischen Stadt Reichenberg (Liberec) bekam und trotz längst erfolgter Rückbenennung behält, wird seit dem Ausbau in den 1990er Jahren der auf der Südostseite liegende und vom Hauptort nur per Brücke erreichbare Bahnsteig 2 für beide Fahrtrichtungen bevorzugt, das barrierefrei zugängliche Gleis 1 direkt am privat bewohnten Bahnhofsgebäude wird nur bei Begegnungsverkehr genutzt.
Im Juni 2021 wurden im Rahmen des Projekts „Halbstundentakts“ Planungen für gleichzeitige Einfahrten in Sulzbach und Oppenweiler sowie höhere Einfahrgeschwindigkeiten in Waiblingen ausgeschrieben. Die gleichzeitigen Einfahrten in Sulzbach wurden ebenfalls dem dritten Gutachterentwurf des Deutschlandtakts zu Grunde gelegt. Hierin sind, zum Preisstand von 2015, Investitionen von 12,9 Millionen Euro vorgesehen, ein weiterer zweigleisiger Ausbau ist dabei nicht geplant. Ein von der Interessengemeinschaft Schienenkorridor Stuttgart–Nürnberg in Auftrag gegebenes Gutachten bewertete im November 2021 einen abschnittsweisen zweigleisigen Ausbau hingegen wirtschaftlich positiv. Bei einem geschätzten Investitionsvolumen von 313 Millionen Euro könnte demnach die Fahrzeit zwischen Stuttgart und Nürnberg von zwei Stunden und 23 Minuten auf unter zwei Stunden gesenkt werden.
Zwischen März 2022 und Juni 2023 wurde das bestehende Elektronische Stellwerk Fornsbach um den Bahnhof Fichtenberg erweitert.
Ein Teil der Strecke ist Teil des Planbereichs 2 des Digitalen Knotens Stuttgart, der im Jahr 2031 in Betrieb genommen werden soll. Dieser Abschnitt soll dabei mit Digitalen Stellwerken, ETCS und automatisiertem Fahrbetrieb ausgerüstet werden.
Im Mai 2022 wurden Planungsleistungen (Leistungsphasen 1 bis 4) zur Erneuerung der Verkehrsstationen Fornsbach, Oppenweiler, Sulzbach (Murr), Murrhardt, Gaildorf West sowie Fichtenberg ausgeschrieben.
Von März bis September 2025 werden die Bahnsteige in Murrhardt, Oppenweiler, Sulzbach und Fornsbach auf 220 Meter Länge erweitert, mit Blindenleitsystemen sowie erneuerten Wetterschutzhäusern. Das Land Baden-Württemberg investiert dafür rund 13,8 Millionen Euro.

### Unfälle
Am 22. Dezember 1934 kam es zwischen Murrhardt und Sulzbach auf Höhe von Schleißweiler aufgrund eines Signalfehlers zu einem Eisenbahnunfall, bei dem zwei Züge zusammenstießen und zehn Menschen starben.

## Kunstbauwerke
- Remstal-Viadukt bei Neustadt

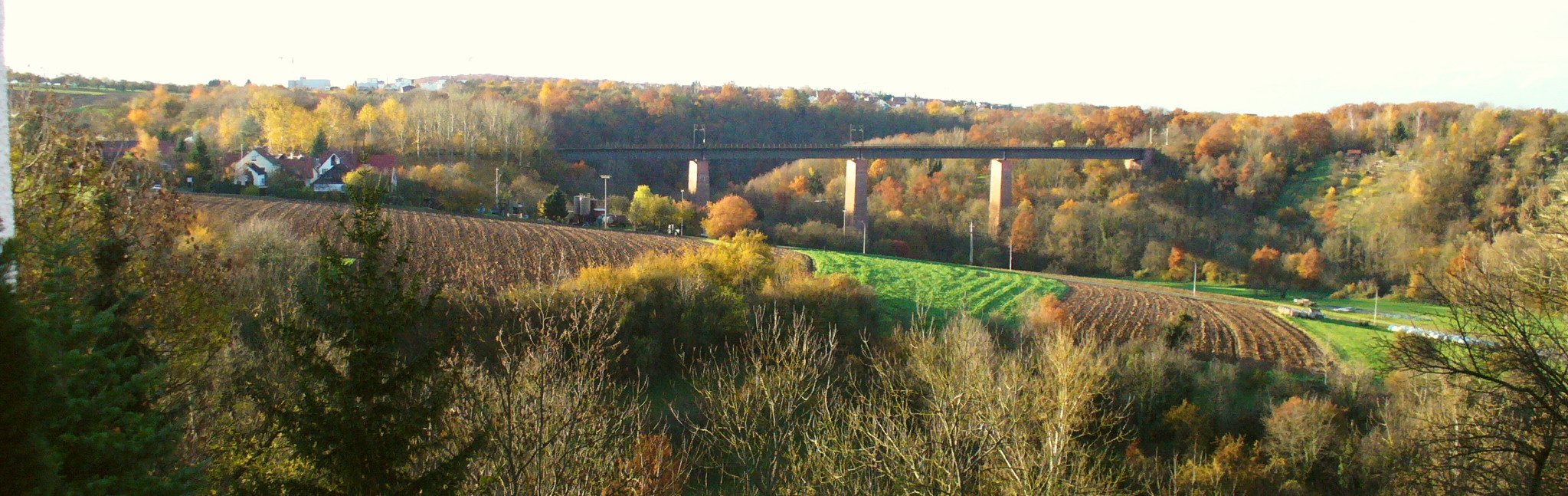
Remsviadukt bei Neustadt

- Schwaikheimer Tunnel bei Schwaikheim: Für den zweigleisigen Ausbau und die Elektrifizierung des Abschnitts Waiblingen–Backnang für den S-Bahn-Verkehr musste der eingleisige Tunnel durch einen Neubau ersetzt werden. Er entstand von 1963 bis 1964, wobei erstmals im Eisenbahnwesen die Spritzbetonbauweise zur Anwendung kam. Der alte Tunnel besteht nach wie vor und ist vermauert.[40]
- Viadukt über die Weißach in Backnang
- Schanztunnel bei Fichtenberg
- Kappelesbergtunnel bei Gaildorf

## Fahrzeugeinsatz und Verkehr

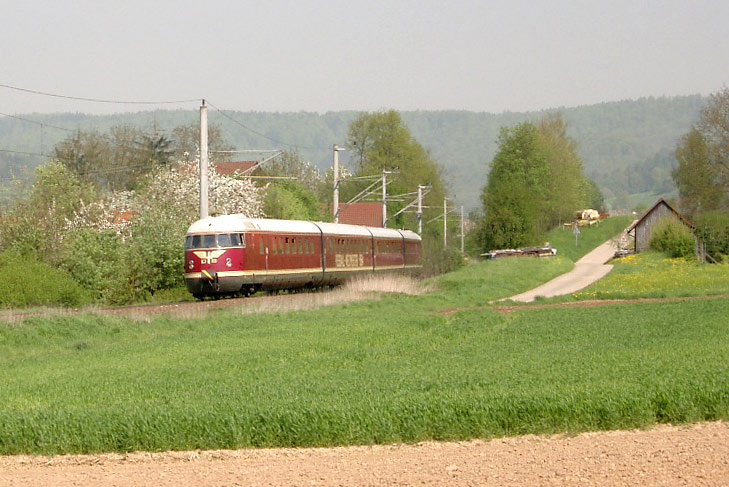
Ein historischer Triebwagen der DB-Baureihe VT 08 bei Oppenweiler-Zell

Von Mai 1936 bis August 1938 fuhren „Fliegende Stuttgarter“, mit dem Fliegenden Hamburger vergleichbare Dieselschnelltriebwagen der Baureihen DR 137 149 … 232, in zwei Stunden nach Nürnberg, die einzigen Schnellzüge auf einer eingleisigen Strecke.
Bis in die Kriegszeit wurden hochwertige Züge mit der Baureihe 18 (Württembergische C bzw. Bayerische S 3/6) befördert. Während des Krieges wurde die zulässige Achslast erhöht, nun konnten Lokomotiven der Baureihen 01 und 39 verkehren.
Ab 1959 kam die 220 zum Einsatz, die sukzessive die Züge zwischen Stuttgart und Nürnberg übernahm. Im Nahverkehr war die DB-Baureihe 23 anzutreffen.
1976 endete der Einsatz der Dampflokomotiven, ein Jahr später auch der V200, zum Einsatz kamen nun Diesellokomotiven der Baureihen 211/212 im Nahverkehr, 215 im Regionalverkehr, sowie der 218, vor langen Zügen zur Verkürzung der Fahrzeiten teilweise in Doppeltraktion.
Von der Elektrifizierung bis 1965 profitierten zunächst nur die Nahverkehrszüge, die hauptsächlich als Wendezug bespannt mit der Baureihe E 41 verkehrten. Züge des Fernverkehrs sowie die meisten Eilzüge fuhren bis Stuttgart weiterhin mit Dampf-, später mit Diesellokomotiven, da sich ein Lokomotivwechsel in Backnang von der Fahrzeit her gesehen nicht lohnte.
1982 wurde auf dem Abschnitt zwischen Backnang und Schwäbisch Hall-Hessental das Nahverkehrs-Zugangebot ausgedünnt, so dass fast nur noch Eilzüge verkehrten. Dies führte auch zur Aufgabe von mehreren Bahnhöfen und Haltepunkten. In der Folge wurden auch zahlreiche Nebengleise für den Güterverkehr abgebaut. Mit der Elektrifizierung der Strecke von Goldshöfe über Crailsheim nach Ansbach 1985 verlor die Strecke Waiblingen–Schwäbisch Hall-Hessental fast den kompletten Fernverkehr, der fortan überwiegend die längere Strecke über Aalen nutzte, das heißt die Bahnstrecke Stuttgart-Bad Cannstatt–Nördlingen und die Bahnstrecke Goldshöfe–Crailsheim. Seit Mitte der 2000er Jahre ist die Strecke ganz ohne regelmäßigen Fernverkehr.
Im Herbst 1981 begann der S-Bahn-Verkehr der Linie S3 zwischen Backnang und Stuttgart; damit einher ging die Einführung eines Taktverkehrs bis Backnang und eine Verbesserung des Verkehrsangebots.

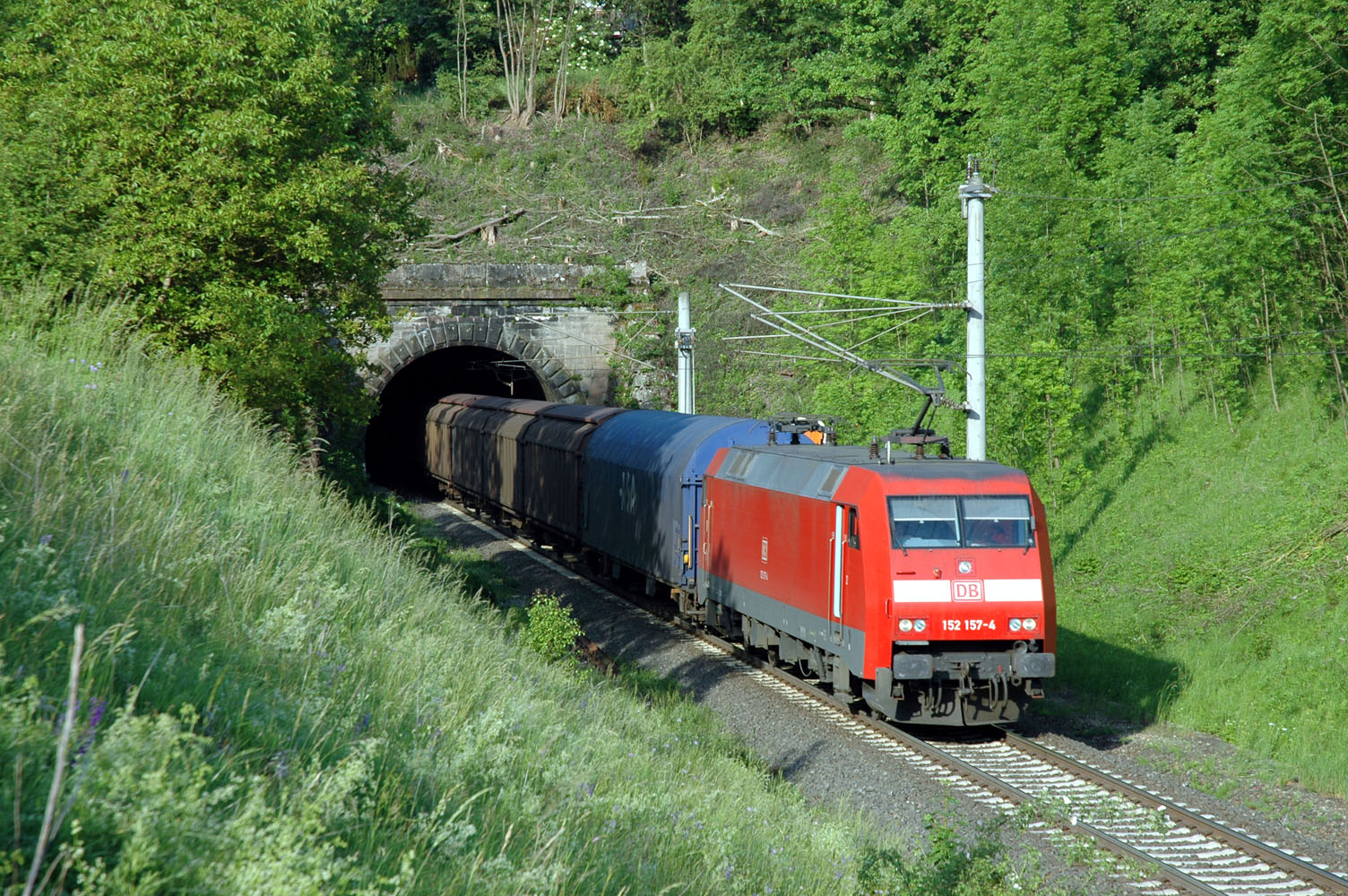
Güterzug mit Ziel Kornwestheim bei der Ausfahrt aus dem Schanztunnel nahe Fornsbach (Mai 2007)

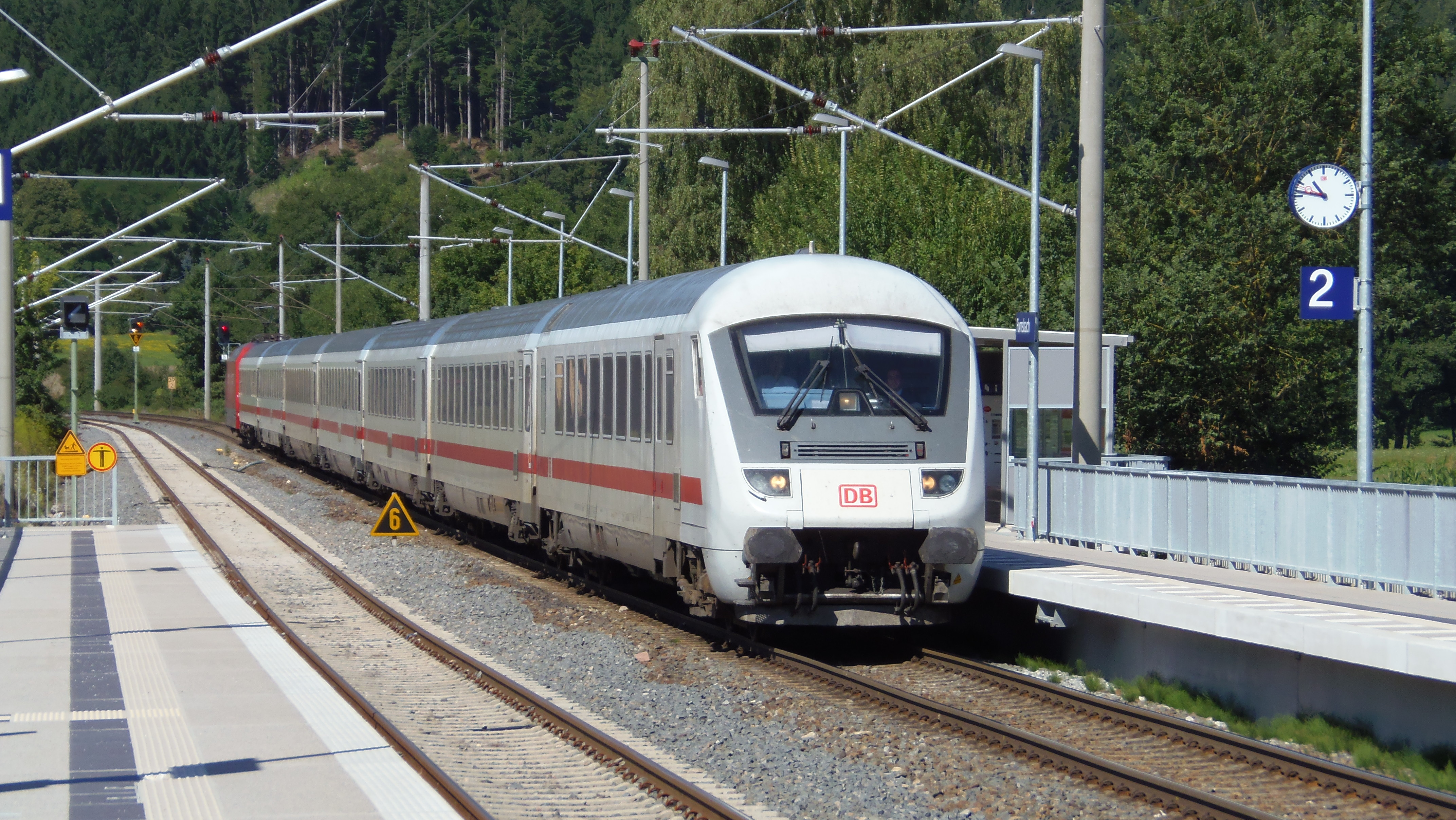
Umgeleiteter Intercity bei der Durchfahrt in Fornsbach, August 2013

Zum 29. Mai 1994 wurde die Wagenladungen im Güterverkehr am Bahnhof Murrhardt eingestellt und die Kunden zunächst an den Bahnhof Backnang verwiesen.
Am 9. Dezember 2006 fuhr – mit Ausnahme von Umleitungsverkehren – der letzte Fernverkehrszug, der Schnellzug von Nürnberg nach Stuttgart mit Kurswagen aus Dresden und Prag. Infolge der Kürzungen der Regionalisierungsmittel sind einige Züge gestrichen worden, darunter auch die Regionalbahnen zwischen Backnang und Murrhardt sowie am Wochenende einige Regionalexpress-Züge der Relation Stuttgart–Schwäbisch Hall-Hessental. Die Kürzungen wurden zum Fahrplanwechsel im Dezember 2007 teilweise wieder rückgängig gemacht.
Vom 24. April bis zum 15. Oktober 2009 wurden aufgrund einer Streckensperrung zwischen Aalen und Schorndorf die InterCity-Züge der Linie 61 Nürnberg–Stuttgart–Karlsruhe über Schwäbisch Hall-Hessental und Backnang (jeweils mit Halt) umgeleitet.
Für die IRE und RE wurden ausschließlich n-Wagen eingesetzt. Ab Oktober 2016 wurden nach vielen Jahren mit ET 425 für die RB auch wieder n-Wagen eingesetzt. Dabei kamen Lokomotiven der Baureihen 111, 143 und 114 zum Einsatz. Erst im Frühjahr 2017 wurden die n-Wagen großteils durch modernere Doppelstockwagen ersetzt.
Im Dezember 2017 trat auf der Murrbahn ein neuer Verkehrsvertrag in Kraft. Seitdem bestehen Montags bis Samstags halbstündliche Verbindungen bis Gaildorf West, stündlich werden diese bis Schwäbisch Hall-Hessental fortgeführt und zweistündlich bis Nürnberg. An Sonntagen verkehren die Leistungen bis Gaildorf West nicht, dadurch ergibt sich auf der Gesamtstrecke ein Stundentakt. In den Hauptverkehrszeiten gibt es einzelne zusätzliche Leistungen zwischen Gaildorf West, Schwäbisch Hall-Hessental und Crailsheim.
Einen von Kommunalpolitikern geforderter Intercity-Verkehr zwischen Nürnberg und Stuttgart über die Murrbahn lehnt die Deutsche Bahn aufgrund zu geringer Nachfrage und Trassenkonflikten mit dem zukünftig halbstündlichen Regionalverkehr ab. Eine Regionalexpresslinie zwischen Nürnberg und Stuttgart soll ausgeschrieben werden.
Bis Dezember 2017 verkehrten zwischen Waiblingen und Schwäbisch Hall-Hessental die folgenden Zuggattungen des Personenverkehrs:
| Zuggattung | Verlauf | Taktfrequenz | Bemerkung |
| ---------- | --- | ------------ | --- |
| S 3        | Backnang – Waiblingen – Bad Cannstatt – Hauptbahnhof – Schwabstraße – Vaihingen – Rohr – Leinfelden-Echterdingen – Flughafen/Messe | 30 Minuten   | In der HVZ auf 15-Minuten-Takt zwischen Backnang und Vaihingen verdichtet Bei großen Messeveranstaltungen auf 15-Minuten-Takt verdichtet |
| RE         | Stuttgart – Waiblingen – Backnang – Schwäbisch Hall-Hessental – Crailsheim – Ansbach – Nürnberg                                    | 120 Minuten  | Teilweise nur bis Crailsheim |
| RE/RB      | Stuttgart – Waiblingen – Backnang – Schwäbisch Hall-Hessental                                                                      | 120 Minuten  | An Wochenenden und Feiertagen als RB zwischen Backnang und Schwäbisch Hall-Hessental                                                     |
| IRE        | Stuttgart – Waiblingen – Backnang – Schwäbisch Hall-Hessental – Crailsheim                                                         | Ein Zugpaar  | werktags (außer samstags) |

Neben durchfahrenden Güterzügen verschiedener Eisenbahnverkehrsunternehmen werden Anschlussgleise in Sulzbach (mindestens wöchentlich Anlieferung von zwei oder mehr Wagen mit geschnittenem Holz) und Fichtenberg (Montag bis Freitag an Werktagen Anlieferung mehrerer Wagen mit Stammholz und mehrmals wöchentlich Abholung mehrerer Wagen mit Schrott) bedient. Diese Bedienfahrten erfolgen Montag bis Freitag an Werktagen nachmittags vom Rangierbahnhof Kornwestheim aus mit einer 294.
Ab dem 1. Juli 2014 erreichte zudem täglich kurz nach 7 Uhr ein mit 40 Containern voll Erdaushub des Bahnprojektes Stuttgart 21 beladener Zug die Ausweichanschlussstelle Wilhelmsglück (Rückfahrt gegen 21:30 Uhr). Zwei dort stationierte Reach-Stacker verluden die Behälter für den Transport in den nahegelegenen Steinbruch auf Lkw. Um die Umladung zu erleichtern, wurde das bisher bis zur Kopframpe reichende Gleis eingekürzt und die freiwerdende Fläche asphaltiert, zudem wurden einige Baucontainer aufgestellt.

### Neuvergabe des Regionalverkehrs
Das Netz Gäu-Murr wurde Ende Dezember 2014 ausgeschrieben. Es umfasst den Verkehr von Stuttgart über Herrenberg, Eutingen, Freudenstadt/Horb bis Rottweil sowie von Stuttgart über Murrhardt, Schwäbisch Hall und Crailsheim bis Nürnberg. Es gingen sechs Gebote ein.
Das Verkehrsangebot auf der Murrbahn soll deutlich ausgeweitet und zwischen Stuttgart und Murrhardt sollen montags bis samstags ganztags bis in den frühen Abend halbstündliche Verbindungen angeboten werden. In den Hauptverkehrszeiten soll dieser Halbstundentakt bis nach Schwäbisch Hall-Hessental ausgedehnt werden. Die Reisezeit von Schwäbisch Hall zum Stuttgarter Hauptbahnhof soll dabei um bis zu 15 Minuten verkürzt werden. Der Landesbeitrag pro Zugkilometer sinkt, gegenüber dem „Großen Verkehrsvertrag“ von 2003, von 11,69 auf 8,22 Euro je Zugkilometer.
Am 10. August 2015 wurde die Vergabe des Netzes 3b, zu dem der Murrbahn-Verkehr gehört, an die DB Regio AG bekannt gegeben. Das Netz umfasst 2,1 Millionen Zugkilometer pro Jahr. Darin sind unter anderem die Metropolexpresslinien von Horb über Stuttgart nach Schwäbisch Hall und Crailsheim enthalten. Der Zuschlag erfolgte am 21. August 2015. Der Vertrag läuft bis 2025.
Die bis dahin verwendeten Doppelstockwagen und n-Wagen wurden durch vierteilige Talent-2-Triebzüge mit je 215 Sitzplätzen ersetzt. Die Fahrzeuge verkehren im weiß-gelb-schwarzen bwegt-Landesdesign und verfügen über 30 Fahrradstellplätze, Steckdosen und drahtlosen Internetzugang und Mobilfunkverstärker. Auch DB Regio nutzt das von der Landesanstalt Schienenfahrzeuge Baden-Württemberg angebotene Baden-Württemberg-Modell der Fahrzeugfinanzierung, bei dem die Fahrzeuge erworben, an das Land verpachtet und zurückgeleast werden. Am 8. September 2015 wurde der Auftrag an Bombardier vergeben.
Am 4. September 2017 wurde das Netz 3a (Stuttgart–Nürnberg) an das Eisenbahnunternehmen Arverio (früher: Go-Ahead) vergeben. Arverio hat den Zugverkehr auf der Strecke am 15. Dezember 2019 mit täglich 12 Zugpaaren der Linie RE 90 im Zweistundentakt zwischen Stuttgart und Crailsheim oder Nürnberg aufgenommen. Genutzt werden im BW-Modell finanzierte Triebzüge im bwegt-Landesdesign vom Typ Stadler Flirt XL. Da diese zu spät ausgeliefert wurden, wurden bis Ende April 2020 mit Hilfe von Subunternehmern lokomotivbespannte Züge mit alten n-Wagen verwendet. Diese kommen auch seit Dezember 2022 wieder teilweise zum Einsatz, um Triebzüge von Arverio zu ersetzen, die wegen der Nachrüstung von ETCS für den Digitalen Knoten Stuttgart nicht zur Verfügung stehen.
Seit 15. Dezember 2019 verkehren somit aktuell auf der Murrbahn die folgenden Personenzüge:
| Zuggattung | Verlauf | Betreiber                 | Taktfrequenz | Bemerkung |
| ---------- | --- | ------------------------- | ------------ | --- |
| S 3        | Backnang – Waiblingen – Bad Cannstatt – Hauptbahnhof – Schwabstraße – Vaihingen – Rohr – Leinfelden-Echterdingen – Flughafen/Messe | DB Regio                  | 30 Minuten   | In der HVZ auf 15-Minuten-Takt zwischen Backnang und Vaihingen verdichtet Bei großen Messeveranstaltungen auf 15-Minuten-Takt verdichtet |
| RE 90      | Stuttgart – Waiblingen – Backnang – Murrhardt – Gaildorf West – Schwäbisch Hall-Hessental – Crailsheim – Ansbach – Nürnberg        | Arverio Baden-Württemberg | 120 Minuten  | |
| MEX 90     | Stuttgart – Waiblingen – Backnang – Murrhardt – Gaildorf West – Schwäbisch Hall-Hessental                                          | DB Regio                  | 120 Minuten  | |
| MEX 19     | Stuttgart – Waiblingen – Backnang – Murrhardt – Gaildorf West                                                                      | DB Regio                  | 60 Minuten   | |

Durch Überlagerung der verschiedenen Linien ergibt sich damit ein 30-Minuten-Takt zwischen Stuttgart und Gaildorf West.
Zwischen Stuttgart und Murrhardt soll ein Metropolexpress-Angebot eingeführt werden, das zur Hauptverkehrszeit bis Schwäbisch Hall-Hessental verlängert wird. Die Züge sollen im Halbstundentakt verkehren und die S-Bahn entlasten.